# Pucharek źdźbłowy

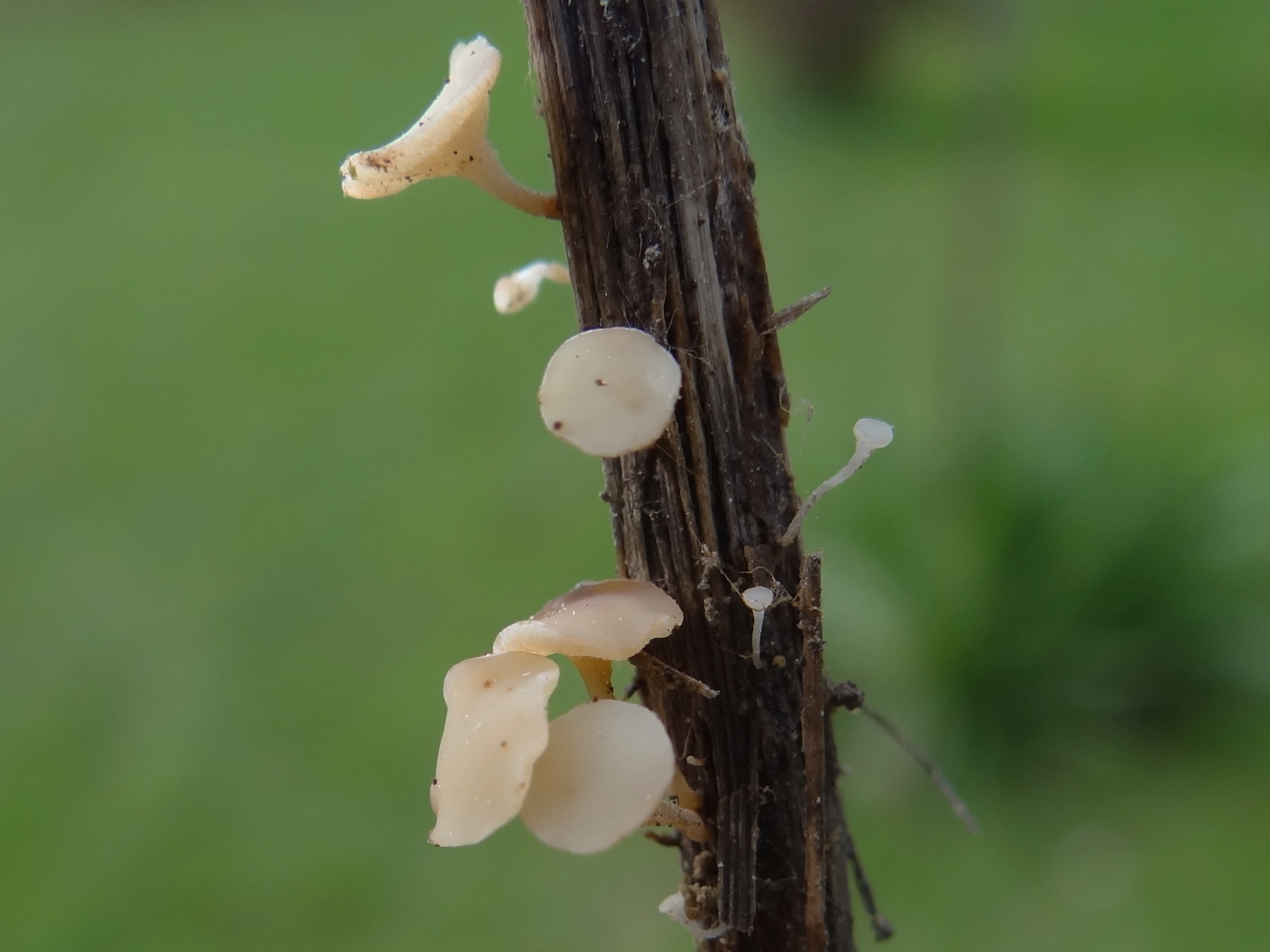

Pucharek źdźbłowy (Hymenoscyphus herbarum (Pers.) Dennis) – gatunek grzybów z rodziny tocznikowatych (Helotiaceae). Znane jest jego występowanie tylko w Europie oraz na Ziemi Ognistej na południowym krańcu Ameryki Południowej. W Polsce jest pospolity. Rozwija się na martwych łodygach roślin zielnych.

## Systematyka i nazewnictwo
Pozycja w klasyfikacji według Index Fungorum: Hymenoscyphus, Helotiaceae, Helotiales, Leotiomycetidae, Leotiomycetes, Pezizomycotina, Ascomycota, Fungi.
Po raz pierwszy takson ten zdiagnozował w roku 1797 Christiaan Hendrik Persoon nadając mu nazwę Peziza herbarum. Obecną, uznaną przez Index Fungorum nazwę nadał mu w 1964 r. Richard William George Dennis.
Synonimy naukowe:

- Calycina herbarum (Pers.) Gray 1821
- Helotium herbarum (Pers.) Fr. 1849
- Helotium herbarum f. alpestre Rehm 1885
- Helotium herbarum (Pers.) Fr. 1849 f. herbarum
- Helotium herbarum f. rubi Rehm 1885
- Helotium herbarum var. carpogenum Syd. 1921
- Helotium herbarum var. eucalypti Dennis 1957
- Helotium herbarum (Pers.) Fr. 1849 var. herbarum
- Helotium herbarum var. tanaceti-vulgaris C. Massal. 1908
- Malotium herbarum (Pers.) Velen. 1934
- Malotium herbarum (Pers.) Velen. 1934 var. herbarum
- Malotium herbarum var. salicinum Velen. 1934
- Peziza herbarum Pers. 1797[4].

Nazwa polska na podstawie opracowania B. Gumińskiej i W. Wojewody z 1985 r.

## Morfologia
Owocniki
O wysokości 1,5–3 mm, zbudowane z kielichowatego kapelusza o średnicy 1–2 mm i krótkiego, rozszerzającego się górą trzonka. Powierzchnia gładka, o barwie od białawej do żółto-ochrowej.
Cechy mikroskopowe
Worki cylindryczno-maczugowate, 8-zarodnikowe, o rozmiarach około 82–110 × 5,5–7,5 µm. Zarodniki cylindryczno-wrzecionowate, w stanie dojrzałym z jedną przegrodą, o rozmiarach około 12–15 × 2–3 µm. Wstawki cylindryczne, o szerokości 1,25-2,11 µm na szczycie.

## Gatunki podobne
W Polsce występuje ponad 30gatunków pucharków. Bardziej pospolite to:
- pucharek owocowy (Hymenoscyphus fructigenus) występujący na opadłych owocach drzew i krzewów, głównie buka i dębu,
- pucharek bukowy (Hymenoscyphus fagineus) rozwijający się na opadłych owocach buka[3],
- pucharek kielichowaty (Hymenoscyphus calyculus) występujący na drewnie i gałązkach drzew liściastych[7].